# Mil (Hubschrauber)
Mil (russisch Миль) ist der Kurzname des 1948 als Konstruktionsbüro Nr. 329 (OKB-329) gegründeten heutigen russischen Hubschrauberherstellers Moskauer Hubschrauberfabrik M. L. Mil (russisch Московский вертолетный завод им. М. Л. Миля), benannt nach dem Konstrukteur Michail Leontjewitsch Mil. Die Firma mit Sitz in Tomilino nahe der russischen Hauptstadt Moskau ist auch unter dem englischen Namen Mil Moscow Helicopter Plant bekannt.
Die Serienproduktion der vom OKB entwickelten Hubschraubertypen erfolgte in der Sowjetunion wie üblich nicht vor Ort, sondern in ausgewählten Werken im ganzen Land. Die größten Stückzahlen von Mil-Hubschraubern entstanden in den Werken Nr. 99 in Ulan-Ude, Nr. 116 in Arsenjew, Nr. 168 in Rostow am Don und Nr. 387 in Kasan.
Mil fusionierte 2020 mit Kamow. Nach dem Zusammenschluss wurde das Nationale Zentrum für Hubschrauberbau benannt nach M. L. Mil und N. I. Kamow gegründet. Das fusionierte Unternehmen gehört dem staatlichen Konzern Russian Helicopters.

## Typen
- Mil Mi-1, „Hare“, 1948 – Leichter Mehrzweckhubschrauber
- Mil Mi-2, „Hoplite“, 1965 – Leichter Mehrzweckhubschrauber
- Mil Mi-3, nur geplant
- Mil Mi-4, „Hound A“, 1955 – Transport- und U-Jagd-Hubschrauber
- Mil W-5, nur geplant
- Mil Mi-6, „Hook“, 1957 – Schwerer Transporthubschrauber
- Mil W-7,  Experimentalhubschrauber mit Blattspitzenantrieb
- Mil Mi-8, „Hip“, 1968 – Mehrzweckhubschrauber
- Mil Mi-9, Führungshubschrauber auf Basis des Mi-8
- Mil Mi-10, Kranhubschrauber
- Mil Mi-12, Prototyp, auch als W-12 bekannt, weltgrößter Hubschrauber mit zwei Rotoren
- Mil Mi-14, PL „Haze A“, 1978 – U-Boot-Jagdhubschrauber
- Mil W-16, nur geplant
- Mil Mi-17, „Hip H“, 1974 – Exportvariante des Mehrzweckhubschraubers Mi-8
- Mil Mi-171, Version des Mi-17
- Mil Mi-172, Version des Mi-17
- Mil Mi-18, nur Prototypen
- Mil Mi-19, Führungshubschrauber auf Basis des Mi-17
- Mil Mi-20, Superleichthubschrauber
- Mil Mi-22, Militärischer Kommunikations- und Führungshelikopter auf Basis der Mi-6
- Mil Mi-24, „Hind A, B, D, E, F“, 1978 – Schwerer Kampfhubschrauber
- Mil Mi-25, Exportversion der Mi-24
- Mil Mi-26, „Halo“, 1983 – Schwerlasthubschrauber; größter in Serie produzierter Hubschrauber der Welt
- Mil Mi-27, Führungshubschrauber auf Basis des Mi-28
- Mil Mi-28, „Havoc“, 1984 – Kampfhubschrauber
- Mil Mi-30, Senkrechtstarter, nur geplant
- Mil Mi-32, Superschwerer Hubschrauber mit drei Rotoren
- Mil Mi-34, 1986 – Leichter Hubschrauber
- Mil Mi-234, Version der Mi-34
- Mil Mi-35, Bezeichnung für diverse Exportversionen der Mi-24W, Mi-24P, Mi-24WP
- Mil Mi-36, nur geplant
- Mil Mi-38, 2000 – Mehrzweckhubschrauber
- Mil Mi-40, nur geplant
- Mil Mi-42, nur geplant
- Mil Mi-44, nur geplant
- Mil Mi-46, nur geplant
- Mil Mi-54, Mehrzweckhubschrauber für 12 bis 13 Passagiere
- Mil Mi-60, nur geplant
- Mil Mi-X1, Konzept eines Flugschraubers
- Mil Mi-PSW, Experimentalhelikopter auf Basis der Mi-2 für hohe Geschwindigkeit